# دوبنيتسا ناد فاهوم
دوبنيستا ناد فاهوم (بالإنجليزية: Dubnica nad Váhom)‏ هي بلدة وmunicipality of Slovakia تقع في سلوفاكيا في Ilava District.[بحاجة لمصدر] يقدر عدد سكانها بـ 25,427 نسمة .

## المدن التوأمة
مدن فاك (مدينة)، Gmina Zawadzkie وOtrokovice هي مدن توأمة لـدوبنيستا ناد وأهم.

## أعلام
- مارتن فالينت